# Hariyabbe, Hiriyur
Hariyabbe là một làng thuộc tehsil Hiriyur, huyện Chitradurga, bang Karnataka, Ấn Độ.